# Anna Odobescu
Anna Odobescu (nascida em 3 de dezembro de 1991 em Dubăsari ) é um cantora moldava . Ela representará seu país no Eurovision Song Contest 2019 com sua música " Stay ". Ela ganhou o show de seleção nacional O melodie pentru Europa em 2 de março de 2019.